# Harangozó Bence
Harangozó Bence (1992. március 28. –) Európa-bajnoki és Világkupa-ezüstérmes, junior világbajnok magyar öttusázó.